# International Convention on Maritime Search and Rescue
Die International Convention on Maritime Search and Rescue (dt.: Internationales Übereinkommen von 1979 zur Seenotrettung) ist das auf einer Konferenz in Hamburg verabschiedete SAR-Übereinkommen vom 27. April 1979, das die Rettung von Menschen in Seenot unabhängig vom Unfallort durch eine Seenotrettungsorganisation sicherstellen soll. Das SAR-Übereinkommen richtet sich in erster Linie an die Küstenstaaten mit der Aufforderung, Regelungen zur Zusammenarbeit zwischen den Seenotrettungsdiensten zu erlassen und Einsatzmittel für den Such- und Rettungsdienst bereitzustellen. Die Konvention ist seit dem 22. Juni 1985 in Kraft.

## Hintergrund
Nach alter Seefahrertradition und als Ausdruck der Menschlichkeit gilt es gemeinhin als ungeschriebenes Völkergewohnheitsrecht, in Not geratenen Schiffen zu Hilfe zu kommen. Diese Verpflichtung findet sich auch in dem internationalen Übereinkommen zum Schutz des menschlichen Lebens auf See (SOLAS), das sich hauptsächlich auf die Schiffssicherheit bezieht. Bis zur Verabschiedung des SAR-Übereinkommens gab es aber kein internationales System für SAR-Einsätze in allen Seebereichen. In Teilbereichen gab es gut etablierte Organisationen, die schnell und effizient Hilfe leisten konnten, und in anderen gab es gar nichts.

## Anforderungen
Die technischen Anforderungen sind in einem Anhang mit fünf Kapiteln enthalten. Die dem Übereinkommen beitretenden Staaten müssen verantwortlich dafür Sorge tragen, dass angemessene SAR-Dienste in ihren Küstengewässern bereitstehen. Den beteiligten Parteien wird empfohlen, mit Nachbarstaaten SAR-Übereinkommen einzugehen, um die kontrollierten SAR-Gebiete abzustecken und die gegenseitige Einreise von Rettungseinheiten anderer Vertragsparteien in ihre Hoheitsgewässer zu beschleunigen. Eine Pflicht zur Durchführung von Patrouillen besteht aber nicht.
Das Übereinkommen legt vorbereitende Maßnahmen fest und beschreibt die Einrichtung von Zentren für die Koordinierung von Rettungsmaßnahmen (RCC Rescue Coordination Centre) und deren Unterzentren einschließlich der Kommunikationseinrichtungen. Diese Zentren müssen rund um die Uhr mit geschultem Personal besetzt sein und über gute Englischkenntnisse verfügen. Die Vertragsparteien müssen außerdem die engste praktikable Koordinierung zwischen See- und Luftfahrtdiensten gewährleisten.
Des Weiteren enthält es die Arbeitsverfahren, die bei Notfällen oder Warnungen und während einer SAR-Operationen zu befolgen sind. Dies beinhaltet auch die Ernennung eines On-Scene-Coordinators (OSC) und seiner Pflichten. Such- und Rettungseinsätze sollten so weit wie möglich fortgesetzt werden, bis keine vernünftige Hoffnung auf Rettung der Überlebenden besteht.

## IMO Such- und Rettungsgebiete
Nach Annahme des SAR-Übereinkommens teilte die Internationale Seeschifffahrts-Organisation (IMO) die Weltmeere in 13 Such- und Rettungsgebiete ein, in denen die betroffenen Länder jeweils getrennte Such- und Rettungsregionen haben. Die Arbeiten konnten abgeschlossen werden, als die Pläne für den Indischen Ozean im September 1998 auf einer Konferenz in Fremantle, Westaustralien, fertiggestellt wurden.

## Überarbeitung des SAR-Übereinkommens
Das SAR-Übereinkommen von 1979 legte den Parteien erhebliche Verpflichtungen auf, die von vielen Küstenstaaten nicht akzeptiert wurden. Infolgedessen wurde das Übereinkommen nicht von so vielen Ländern ratifiziert wie andere Verträge. Der Grund für die geringe Anzahl von Annahmen und die langsame Umsetzung wurde im SAR-Übereinkommen selbst gesehen. Daher einigte man sich auf eine Überarbeitung des Anhangs zum SAR-Übereinkommen, der im Januar 2000 in Kraft trat. Darin werden die Zuständigkeiten der Regierungen näher erläutert und der regionale Ansatz für die Koordinierung zwischen SAR-Operationen im See- und im Luftfahrtbereich hervorgehoben. Weitere Ergänzungen zum Anhang wurden im Mai 2004 beschlossen.
Der Anhang enthält diese fünf Kapitel:
1. Begriffe und Definitionen
2. Organisation und Koordination
3. Zusammenarbeit zwischen Staaten
4. Betriebsverfahren
5. Schiffsmeldesysteme

## IAMSAR-Handbuch
Gleichzeitig mit der Überarbeitung des SAR-Übereinkommens entwickelten die IMO und die Internationale Zivilluftfahrtorganisation (ICAO) gemeinsam das Internationale Handbuch für die Suche und Rettung in der Luftfahrt (IAMSAR). In drei Bänden werden Organisation und Management, die Missionskoordination und die erforderlichen mobilen Einrichtungen beschrieben.